# Kwastmotten
De kwastmotten (Agonoxenidae, Agonoxeninae of geen aparte status) zijn een groep van vlinders uit de superfamilie Gelechioidea die soms als zelfstandig taxon met de status van familie wordt onderscheiden. De samenstelling en systematische positie van de groep is in de loop der tijd sterk aan verandering onderhevig geweest. De groep is nauw verwant aan de familie Elachistidae (grasmineermotten), en wordt ook wel de onderfamilie Agonoxeninae van die familie opgevat. Volgens de meest recente opvattingen bestaat de groep uit slechts één geslacht, dat in de familie Elachistidae thuis hoort, en niet in een aparte tribus of onderfamilie wordt geplaatst.
Nielsen plaatste in 1996 slechts één geslacht, het typegeslacht Agonoxena, met vier soorten, in de familie. De groep met als typegeslacht Blastodacna, die ook wel samen met Agonoxena in deze groep werd geplaatst, werd door Nielsen in de aparte familie Blastodacnidae geplaatst.
Hodges hield in 1999 de groep met Blastodacna in hetzelfde taxon als Agonoxena, waarmee dat in zijn visie 31 geslachten telde. In deze publicatie werd het taxon als onderfamilie Agonoxeninae in de familie Elachistidae opgenomen.
Van Nieukerken et al. onderscheidden geen hoger taxon met Agonoxena als type. Volgens Fauna Europaea, waarin de systematische indeling van Van Nieukerken wordt gevolgd, moet de naam Agonoxenidae worden opgevat als een junior subjectief synoniem voor Elachistidae.